# Jakub Šmíd
Jakub Šmíd (* 16. března 1984 Olomouc) je český filmový, televizní a divadelní režisér a příležitostný herec.

## Studium
Vystudoval činoherní herectví na JAMU v Brně. Mezi lety 2006 a 2008 byl v angažmá v divadle Husa na provázku v Brně. Následně vystudoval obor filmová režie na FAMU v Praze. Jeho studentský film Neplavci získal cenu Český lev Cena Magnesia pro nejlepší studentský film roku 2011.

## Tvorba

### Film
Jak filmový a televizní režisér se zaměřuje především na hranou tvorbu a na zakázkovou tvorbu seriálů pro Českou televizi (především ČT:D). Debutoval krátkým studentským filmem Praho, má lásko, po kterém následoval debut celovečerní nazvaný Laputa. Tereza Voříšková byla nominována na Českého lva v kategorii nejlepší ženský herecký výkon v hlavní roli právě za film Laputa. Největšího ohlasu dosáhl jeho následující hraný film, drama o vztahu syna k rodičům v rozpadlé rodině s názvem Na krátko. Ten je volnou adaptací románu Petry Soukupové Zmizet.

### Televize
Pro televizi, zejména pro ČT:D režíroval Jakub Šmíd osvětovou sérii Bankovkovi, zaměřenou na finanční gramotnost. Dalším pořadem, na kterém spolupracoval, je seriál Občanka, zábavně vzdělávací pořad pro děti od 8 do 12 let.

### Divadlo
V současné době je uměleckým šéfem pražské nezávislé scény Divadlo D21, jako režisér spolupracuje i s dalšími divadly (Městská divadla pražská, Městské divadlo Kladno).

### Herec
Jako herec se objevil v několika českých filmech a seriálech, například T.M.A., Habermannův mlýn, Úkryt v zoo nebo Milada.

## Filmografie

### Režie
- 2012: Praho, má lásko
- 2015: Laputa
- 2017: Bankovkovi (TV seriál)
- 2018: Na krátko
- 2019–21: Občanka (TV seriál)

### Herec
- 2009: T.M.A.
- 2009: Dívka a kouzelník (TV film)
- 2010: Habermannův mlýn
- 2012: Praho, má lásko
- 2017: Úkryt v zoo
- 2017: Milada[5]